# Alexandria the Great
Alexandria the Great — студійний альбом американської джазової співачки Лорес Александрії, випущений у 1964 році лейблом Impulse!.

## Опис
Лорес Александрія залишила музикую після цих студійних сесій (на 11 років) для Impulse!. Цей альбом записаний під час трьох різних сесеій з різним складом музикантів. Тут вона виконує свінгову «Get Me to the Church On Time», а також «I'm Through With Love», на якій грає гітарист Рей Кроуфорд.

## Список композицій
1. «Show Me» (Алан Джей Лемер, Фредерік Лоу) — 4:05
2. «I've Never Been in Love Before» (Френк Лессер) — 2:40
3. «Satin Doll» (Дюк Еллінгтон, Джонні Мерсер, Біллі Стрейгорн) — 2:47
4. «My One and Only Love» (Роберт Меллін, Гай Вуд — 4:30
5. «Over the Rainbow» (Гарольд Арлен, Їп Гарбург) — 3:59
6. «Get Me to the Church on Time» (Алан Джей Лемер, Фредерік Лоу) — 4:03
7. «The Best Is Yet to Come» (Сай Коулмен, Керолін Лі) — 2:46
8. «I've Grown Accustomed to His Face» (Алан Джей Лемер, Фредерік Лоу) — 4:07
9. «Give Me The Simple Life» (Алан Джей Лемер, Фредерік Лоу) — 2:20
10. «I'm Through With Love» (Гас Кан, Джей Лівінгстон, Метті Малнек) — 5:22

## Учасники запису
- Лорес Александрія — вокал
- Пол Горн — флейта, альт-саксофон (3, 4, 7)
- Бад Шенк — флейта (1, 6, 8)
- Вінтон Келлі — фортепіано (2—5, 7, 9, 10)
- Віктор Фелдман — фортепіано (6,8), вібрафон (8)
- Рей Кроуфорд — ритм-гітара (3, 4, 10)
- Пол Чемберс (4, 10), Ел Маккіббон — контрабас (1—3, 5—9)
- Джиммі Кобб — ударні
- Біллі Маркс — аранжування (1, 6, 8)

Технічний персонал
- Тутті Камарата — продюсер